# ディザイアー (U2の曲)
『ディザイアー』（Desire）は、U2が1988年のアルバム及びドキュメンタリー映画『魂の叫び』で発表した楽曲で、シングル・カットされ、U2として初めて全英シングルチャートで1位に輝いた。

## 概要
U2のシングルのB面曲を多数プロデュースしているアイルランド人プロデューサー・ポール・バレットとダブリンのSTSスタジオで作った曲。その際、後にシングルのB面に収録される「Unchained Melody」「Everlasting Love」「Dancing Barefoot」「Fortunate Son」「Paint it Black」といったカバー曲も一緒にレコーディングしている。
ロックの原点に立ち返った曲で、バンドで成功してビッグになりたいという気持ちを率直に歌っている。ボ・ディドリー風と称されるが、ボ・ディドリーから直接拝借したわけではなく、The Stoogiesの「1969」経由。

## PV
- 監督：リチャード・ロウェンスタイン
- プロデューサー：ライン・ブラウン、マイケル・ハムリン、ジュリエット・ネイラー
- 助手：リン・マリー・ミルバーン、トロイ・デイヴィス
- カメラオペレーター：リン・マリー・ミルバーン
- ロケ地：ロサンゼルス
- 撮影日：1988年9月9日
- リリース日：1987年9月

ボノの親友・マイケル・ハッチェンスがボーカルを務めていたINXSのPVを多数手がけたリチャード・ロウェンスタインが監督を務めている。ロサンゼルスのダウンタウンで様々な風景を撮影してまとめたドキュメンタリー風のPV。

## ライブ
Zoo TVツアーではボノはミラーマンもしくはマクフィストに扮して、この曲を演奏した。そしてPopmartツアーではアコギコーナーで、Elevationツアーでは再びエレクトリックヴァージョンが演奏されたが、Vertigoツアーと360度ツアーではあまり演奏されなかった。が、I&Eツアーではまたセトリに復活している。

## B面曲
Hallelujah (Here She Comes)
ゴスペルロック風と称される軽快で哀愁を帯びた佳曲だが、アルバムにそぐわないということでB面に回され、ライブでも1度も演奏されたことがない。
Desire (Hollywood remix)
ニュースの音声がサンプリングされているが、これはブライアン・イーノとデヴィッド・バーンの1981年のアルバム『My Life in the Bush of Ghosts』の影響で、当時流行していたものである。「God PartⅡ」、そして「God Part II (The Hard Metal Dance Mix)」と並んで『The Joshua Tree』『Rattle and Hum』期と『Actung Baby』期のU2を繋ぐ作品という評価がされている。定説ではLovetownツアーが終わった後に、ボノとエッジがインダストリアル・ミュージックに開眼したことになっているが、アルバムとほぼ同時にリリースされたシングルにこのようなリミックスが収録されていることからして、Rattle and Humレコーディング時に既に視野に入っていたのではないかという憶測を呼ぶ。

## 評価

### イヤーオブ
- 1988年ホットプレス年間ベストシングル第4位[4]
- 1988年ホットプレス読者が選ぶ年間ベストアイリッシュシングル第2位[5]
- 1988年ローリングストーン読者が選ぶ年間ベストシングル第1位[6]

- 1989年グラミー賞最優秀ロック・パフォーマンス デュオ/グループ

### オールタイム
- 2009年ガーディアンが選ぶ誰もが知っている曲1000[7]
- 2012年Qマガジンが選ぶベストソング1001第675位[8]